# Hee Haw
Hee Haw è un EP del gruppo rock australiano The Boys Next Door, poi richiamato The Birthday Party. Il disco è uscito nel 1979.

## Tracce
1. A Catholic Skin (Nick Cave)
2. The Red Clock (Rowland S. Howard)
3. Faint Heart (Nick Cave)
4. Death by Drowning (Rowland S. Howard)
5. The Hair Shirt (Nick Cave)

## Formazione
- Nick Cave − voce, sax
- Mick Harvey − chitarra, piano
- Rowland S. Howard − chitarra, voce
- Tracy Pew − basso
- Phill Calvert − batteria